# Lijst van rijksmonumenten in Lieshout
De plaats Lieshout telt 8 inschrijvingen in het rijksmonumentenregister. Hieronder een overzicht.
| Object                                                                | Oorspronkelijke functie?  | Bouwjaar                                                               | Architect                     | Locatie            | Coördinaten?                  | Nr.?   | Afbeelding        |
| --------------------------------------------------------------------- | ------------------------- | ---------------------------------------------------------------------- | ----------------------------- | ------------------ | ----------------------------- | ------ | ----------------- |
| De Plashoeve, boerderij van het Kempische langgeveltype               | Boerderij                 | circa 1750                                                             | Restauratie 1971: G.H.F. Valk | Provinciale Weg 10 | 51° 31' 25" NB, 5° 36' 0" OL  | 25884  | Meer afbeeldingen |
| Brabantse langgevelboerderij onder wolfsdak met riet en pannen gedekt | Boerderij                 | eerste helft 18e of 19e eeuw                                           |                               | Dorpsstraat 76     | 51° 31' 21" NB, 5° 35' 38" OL | 25885  | Meer afbeeldingen |
| Pand zonder verdieping, met pannen wolfdak                            | Woonhuis                  | tussen 1719 en 1725                                                    |                               | Havenweg 10        | 51° 30' 59" NB, 5° 35' 43" OL | 25886  | Meer afbeeldingen |
| Poort van huize Ribbius                                               | Tuin, park en plantsoen   | 17e eeuw                                                               |                               | Heuvel 1           | 51° 31' 3" NB, 5° 35' 48" OL  | 25887  | Meer afbeeldingen |
| De Leest                                                              | Industrie- en poldermolen | 1899                                                                   |                               | Molenstraat 40     | 51° 30' 56" NB, 5° 35' 30" OL | 25888  | Meer afbeeldingen |
| Vogelenzang                                                           | Industrie- en poldermolen | 1819                                                                   |                               | Molendreef 6       | 51° 31' 30" NB, 5° 35' 17" OL | 25889  | Meer afbeeldingen |
| Terrein waarin overblijfselen van een kerk en een kasteel             | Archeologisch monument    | 12e eeuw of ouder                                                      |                               |                    | 51° 30' 39" NB, 5° 35' 26" OL | 45552  | Upload foto       |
| Stoelenfabriek Merkelbach                                             | Industrie                 | 1864 (opgericht) ca. 1890 (productiehal) 1980 (verbouwing/uitbreiding) |                               | Dorpsstraat 73     | 51° 31' 21" NB, 5° 35' 36" OL | 520187 | Meer afbeeldingen |